# Paralastor apicatus
Paralastor apicatus är en stekelart som först beskrevs av Smith 1858.  Paralastor apicatus ingår i släktet Paralastor och familjen Eumenidae. Inga underarter finns listade i Catalogue of Life.